# Велька Весь (гміна)
Гміна Велька Весь (пол. Gmina Wielka Wieś) — сільська гміна у південній Польщі. Належить до Краківського повіту Малопольського воєводства.
Станом на 31 грудня 2011 у гміні проживало 10517 осіб.

## Площа
Згідно з даними за 2007 рік площа гміни становила 48.10 км², у тому числі:
- орні землі: 82.00%
- ліси: 7.00%

Таким чином, площа гміни становить 3.91% площі повіту.

## Населення
Станом на 31 грудня 2011:
| Опис     | Загалом | Загалом | Чоловіки | Чоловіки | Жінки | Жінки |
| -------- | ------- | ------- | -------- | -------- | ----- | ----- |
| одиниця  | осіб    | %       | осіб     | %        | осіб  | %     |
| все      | 10517   | 100     | 5149     | 48.96    | 5368  | 51.04 |
| міське   | 0       | 100     | 0        |          | 0     |       |
| сільське | 10517   | 100     | 5149     | 48.96    | 5368  | 51.04 |

## Сусідні гміни
Гміна Велька Весь межує з такими гмінами: Єжмановіце-Пшеґіня, Забежув, Зельонкі, Скала.